# 谭承泽
谭承泽（1919年—？），男，北京人，中国应用地球物理学家，曾任中国地质大学教授、博士生导师，中国地球物理学会常务理事。